# Aïssatou Kouyaté
Aïssatou Kouyaté (født 19. april 1995, i Clichy, Frankrig) er en fransk håndboldspiller, som spiller i Brest Bretagne Handball og Frankrigs kvindehåndboldlandshold.